# Departamento Chacabuco (Chaco)
Das Departamento Chacabuco liegt im Südwesten der Provinz Chaco im Nordwesten Argentiniens und ist eine von 25 Verwaltungseinheiten der Provinz.
Es grenzt im Norden an das Departamento Nueve de Julio, im Osten an das Departamento O’Higgins, im Süden an das Departamento Doce de Octubre und im Westen an die Provinz Santiago del Estero.
Die Hauptstadt des Departamento Chacabuco ist Charata. Sie liegt 214 Kilometer von der Provinzhauptstadt Resistencia entfernt und etwa 1.100 Kilometer von Buenos Aires.

## Städte und Gemeinden
Das Departamento Chacabuco hat nur eine Gemeinde:
- Charata